# Boston Dynamics
Pour les articles homonymes, voir Boston (homonymie).
Boston Dynamics est une entreprise américaine, située à Waltham dans le Massachusetts, spécialisée dans la robotique, notamment à usage militaire.
Ses principales réalisations concernent les robots PETMAN (en), BigDog, RHex et Atlas, ainsi que le système de simulation humaine DI-Guy.

## Historique
L'entreprise a commencé comme une spin-off du MIT où Marc Raibert, le prédécesseur de l'actuel président Robert Playter, et ses collègues commencèrent à développer des robots qui se déplacent et manœuvrent comme des animaux. Leurs travaux déclenchèrent la création de Boston Dynamics en 1992.
Le 13 décembre 2013, la société Google a confirmé avoir racheté la société Boston Dynamics pour un montant non dévoilé. Il s'agit du huitième rachat d'entreprise du secteur de la robotique faite sur le second semestre 2013 par Google,. La transaction serait de 500 millions de dollars et ajoute environ 300 ingénieurs aux équipes de Google.
Boston Dynamics est par la suite rattachée au conglomérat Alphabet créé en 2015. En mars 2016, Bloomberg annonce que Boston Dynamics est à vendre faute de visibilité sur sa rentabilité,. Notamment orientée sur les robots à destination militaire en collaboration avec l'armée américaine, Boston Dynamics est restée isolée dans Replicant, la division robotique du groupe créée à l'initiative d'Andy Rubin qui a depuis quitté Google. Dès la fin 2015, Boston Dynamics serait séparée de la division Replicant, cette dernière étant rattachée à X.
En juin 2017, Alphabet revend Boston Dynamics et Schaft à SoftBank, pour un montant non dévoilé.
En 2019, Boston Dynamics fait l'acquisition de Kinema Systems, permettant notamment l'optimisation de la vision 3D à ses robots,.
En 2020, Boston Dynamics et le français Shark Robotics s'associent afin de commercialiser un robot de décontamination dans le cadre de la pandémie de coronavirus. Le robot Spot est déployé par le gouvernement ukrainien à Tchernobyl afin de mesurer les niveaux de radiations.
En juin 2021, Hyundai Motor prend une participation de 80 % dans Boston Dynamics pour 1,1 milliard de dollars, SoftBank gardant une participation de 20 %.

## Produits
Le Robot Stretch : présenté en 2021 et mis sur le marché en 2022, c'est une petite station robotique électrique sur roues omnidirectionnelles, conçue pour la manutention (autonome ou supervisée) de colis dans les entrepôts grâce à un bras robotique équipé de ventouses soulevant des cartons ou objets dont au moins une surface est plate (jusqu'à 23 kilos et 800 colis déplacés par heure). Doté d'une vision artificielle, il peut se déplacer en lieu confiné et s'adapter à diverses configurations de palettes, armoires et conteneurs. Il n'a pas à être pré-programmé et n'a pas besoin d'infrastructure spécifique. Il peut être autonome ou assisté par un opérateur, et pourrait être adapté aux besoins des secteurs de la construction, la sécurité ou la santé.
L'entreprise produit aussi toute une gamme de robots humanoïdes, ou reproduisant le monde animal (anibot) est développée dont Big Dogs, Sand Flea, Cheetah, Rise ou Atlas.

### DI-Guy
DI-Guy est une gamme de logiciels permettant de simuler en temps réel, de façon réaliste, le comportement des êtres humains (en particulier des militaires). Elle a été vendue à MAK technologies le 10 janvier 2014.

### BigDog

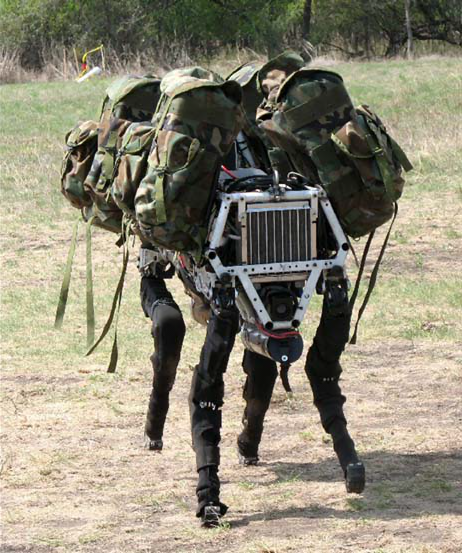
BigDog.

BigDog est un robot quadrupède créé en 2005 par Boston Dynamics en liaison avec la société Foster-Miller, le Jet Propulsion Laboratory et l'université Harvard, le financement provenant de la DARPA.

### RHex
RHex est un robot à six pattes à mobilité élevée. Ses jambes puissantes et indépendantes produisent des allures spécialisées qui lui permettent de parcourir des terrains accidentés avec un minimum d'intervention de l'opérateur. RHex peut escalader des agglomérats de roches, se déplacer dans la boue, le sable, la végétation dense, sur des voies ferrées et descendre et monter des pentes abruptes ainsi que des escaliers.
RHex a un corps hermétique à l'eau, le rendant pleinement opérationnel par temps humide ou dans des environnements boueux ou marécageux. Les capacités de RHex ont été validées dans le cadre de tests indépendants réalisés par le gouvernement américain. RHex est commandé à distance depuis une unité de commande avec une distance pouvant aller jusqu'à 700 mètres. Les caméras et illuminateurs visibles / IR permettent d'obtenir des vues à l'avant et à l'arrière du robot.

### PETMAN
PETMAN (en) a la taille et la forme d'un homme adulte moyen. Il peut se déplacer librement et effectuer les mêmes mouvements qu'un être humain. Selon Boston Dynamics, il s'agit du premier robot ayant ces caractéristiques. PETMAN est destiné à tester les vêtements de protection contre les agressions chimiques. Le robot va également simuler la physiologie humaine grâce au contrôle de l'humidité, la température et la transpiration.

### Atlas

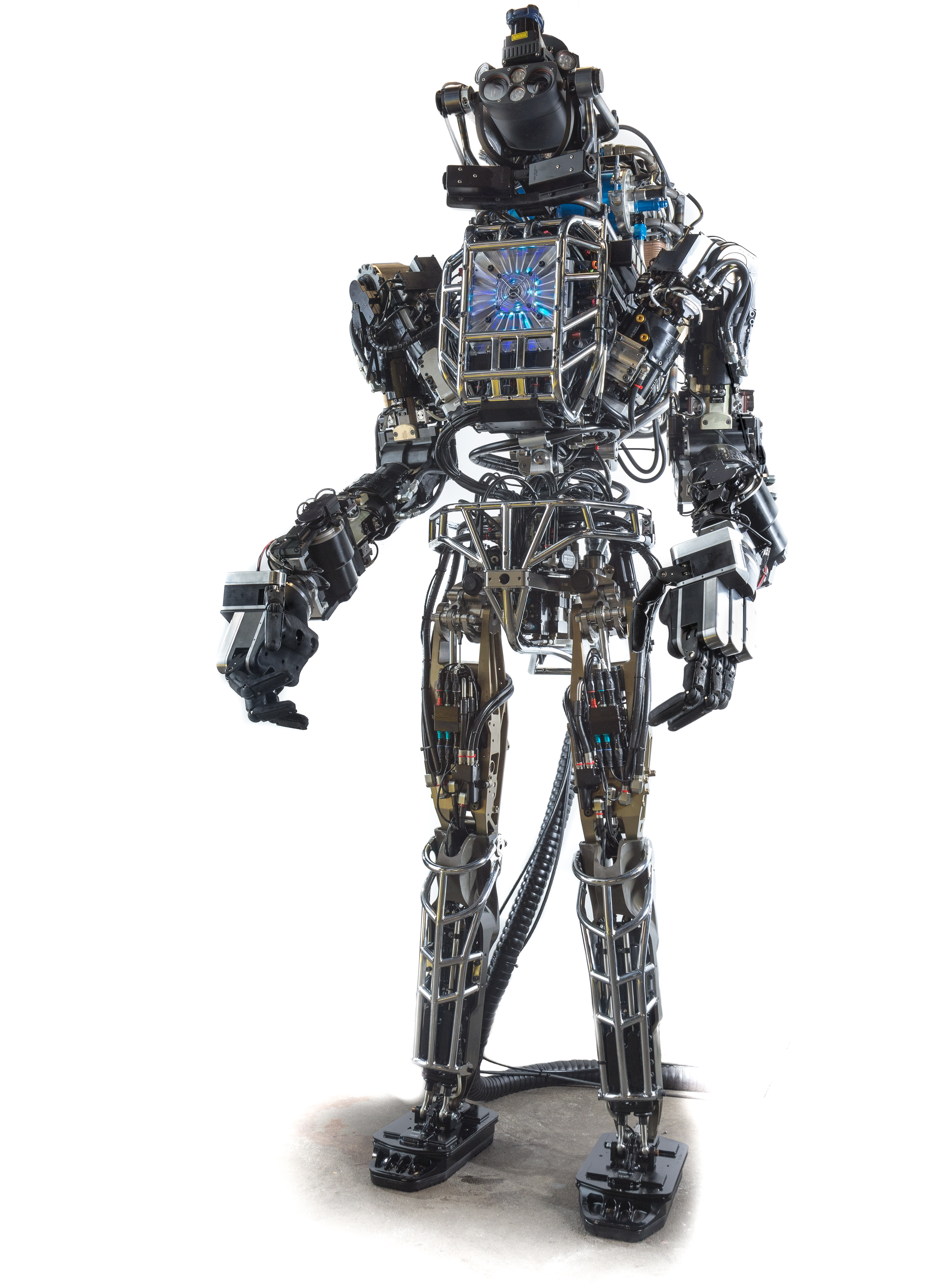
Le robot Atlas (2013).

Boston Dynamics a développé le robot Atlas pour la DARPA dans le cadre du DARPA Robotics Challenge. Le Robot Anthropomorphe « Atlas » est un robot humanoïde bipède de 1,8 m, développé à partir du robot humanoïde PETMAN de Boston Dynamics. Atlas est conçu pour réaliser une grande variété de tâches, parmi lesquelles les activités de recherche et de sauvetage.
Atlas est un robot humanoïde à mobilité élevée conçu pour être capable d'évoluer sur des terrains accidentés. Sa locomotion est principalement bipède, ce qui laisse les membres supérieurs libres de soulever, transporter ou de manipuler l'environnement. Dans le cas d'un terrain extrêmement accidenté, où la bipédie est rendue difficile, le robot peut se déplacer différemment par exemple à l'aide de ses mains à quatre pattes. Ses mains articulées et sensibles au toucher permettent au robot d'utiliser des outils conçus pour l'usage humain. Il comprend 28 degrés de liberté actionnés hydrauliquement, deux mains, deux bras, deux jambes, deux pieds et un torse. Sa tête articulée comprend des caméras stéréo et un télémètre laser. Il est alimenté en énergie électrique à partir d'une alimentation externe via un câble souple. Plusieurs exemplaires du robot Atlas ont été fournis par le gouvernement américain dans le cadre du DARPA Robotics Challenge.
En février 2016, Boston Dynamics a publié une nouvelle vidéo YouTube intitulée « Atlas, la nouvelle génération » montrant une nouvelle version du robot humanoïde d'environ une tête plus courte que l'Atlas DRC original. Le robot possède maintenant une alimentation électrique interne. Dans la vidéo, le robot exécute un certain nombre de nouvelles tâches qui étaient impossibles pour la génération de robots humanoïdes précédente, y compris marcher à une vitesse raisonnable sur un terrain accidenté et glissant (recouvert de neige) ou encore se lever rapidement après avoir chuté.
En août 2021, Boston Dynamics publie une nouvelle vidéo montrant que le robot est maintenant capable de réaliser des saltos arrière à la perfection.

### SpotMini

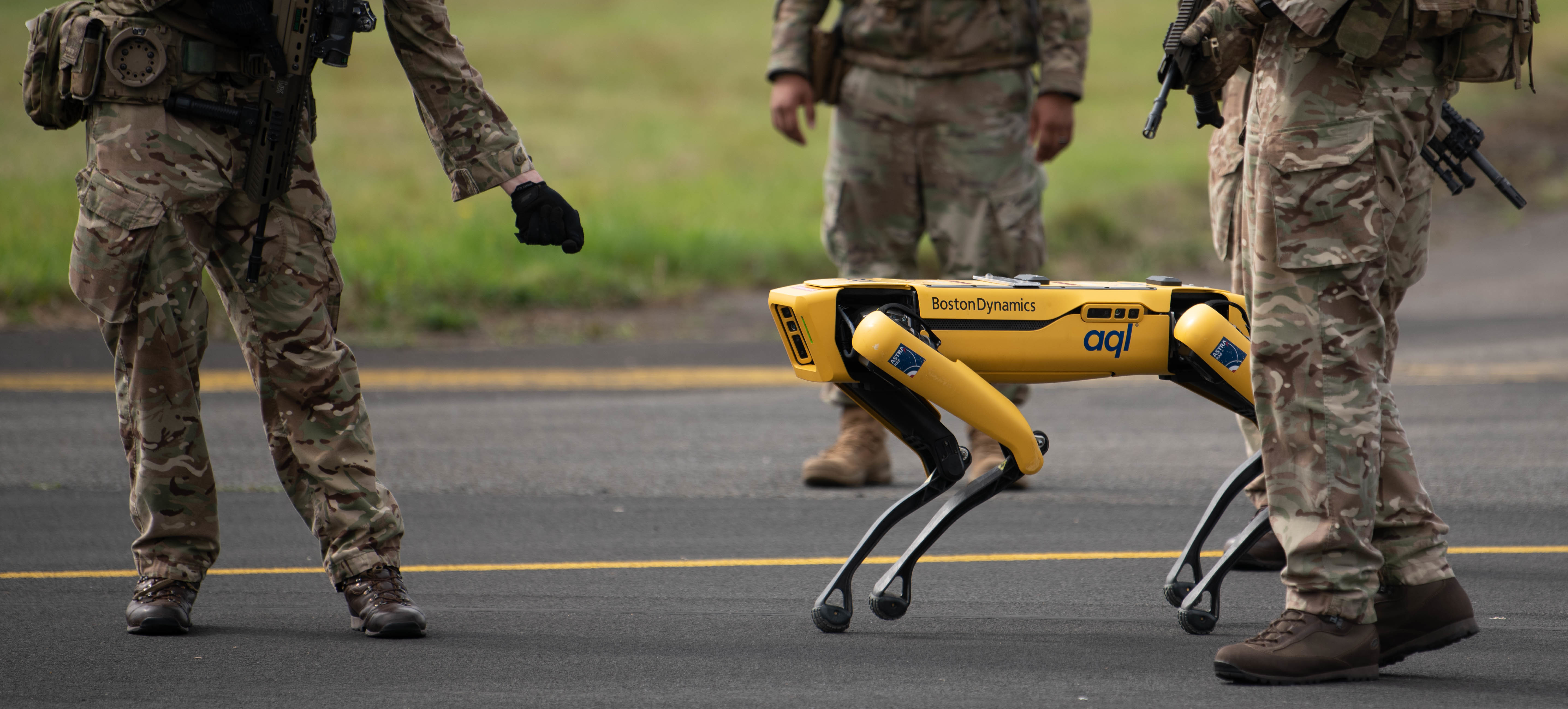
Spot testé par les membres au service de la British Royal Air Force

SpotMini pèse seulement 25 kg, ce qui fait de lui un robot particulièrement léger comparativement aux autres robots de Boston Dynamics. C'est un robot agile qui manipule les objets grâce à son bras mécanique. Il peut monter les escaliers et fonctionnera dans les bureaux, maisons et à l'extérieur.
SpotMini hérite de toute la mobilité de son grand frère, Spotlight[réf. souhaitée], tout en offrant la possibilité de saisir et de manipuler des objets à l’aide de ses capteurs de perception à 5 degrés de liberté et de détection. La suite de capteurs comprend des caméras stéréo, des caméras de profondeur, une unité IMU et des capteurs de position / de force dans les membres. Ces capteurs aident à la navigation et à la manipulation mobile.

### Handle
Handle est un nouveau type de robot hybride présenté pour la première fois début 2017. Le robot se compose d'un buste humanoïde et de deux roues à la place des pieds.